# Loxogramme salicifolia
Loxogramme salicifolia là một loài thực vật có mạch trong họ Polypodiaceae. Loài này được (Makino) Makino miêu tả khoa học đầu tiên năm 1905.